# 23. duben
23. duben je 113. den roku podle gregoriánského kalendáře (114. v přestupném roce). Do konce roku zbývá 252 dní. Svátek slaví Vojtěch.

## Události

### Česko
- 1836 – Máchův Máj vyšel v Praze nákladem 600 výtisků.
- 1863 – Bedřich Smetana dokončil partituru k Braniborům v Čechách na libreto Karla Sabiny
- 1919 – K Olomouci bylo zákonem připojeno 13 sousedních obcí, vznikla Velká Olomouc.
- 1920 – Premiéra Janáčkovy opery Výlety páně Broučkovy v Praze. Podle předlohy Svatopluka Čecha napsal libreto Janáček, Karel Mašek, František Gellner a Viktor Dyk
- 1921 – Československo uzavřelo spojeneckou smlouvu s Rumunskem, základ obranného společenství Malá dohoda.
- 1945
  - Valašská obec Prlov byla vyhlazena německými nacisty.
  - Rudá armáda dorazila k Brnu a začala s jeho osvobozováním.
- 1948 – Byla zahájena Akce Kámen. Prvním zadrženým na falešné hranici byl Jan Prošvic s manželkou a dětmi.
- 1996 – Na českém internetu se objevil Neviditelný pes s původním českým obsahem.
- 1999 – Václav Havel s manželkou Dášou Havlovou stáhli žalobu na Přemysla Svoru, autora skandální knihy Sedm dní, které otřásly Hradem, popisující jejich soukromý život.

### Svět
- 1014 – Irský velekrál Brian Bóruma rozdrtil vikingské vojsko v bitvě u Clontarfu, v níž však sám padl.
- 1016 – Po smrti anglického krále Ethelreda II. jej na trůnu střídá jeho syn Edmund II. Železoboký.
- 1154 – Damašek se vzdal sultánovi Nur ad-Dín z Aleppa
- 1348 – Král Eduard III. zakládá nejstarší rytířský řád Podvazkového pásu
- 1500 – Pedro Álvares Cabral přistál v Brazílii a zabral ji pro portugalskou korunu
- 1661 – Korunovace anglického krále Karla II. v Londýně
- 1920 – Začalo 1.mistrovství světa v ledním hokeji, které se konalo v rámci VII. Letních olympijských her v Antverpách.
- 1982 – Zahájení prodeje počítače Sinclair ZX Spectrum.[1]
- 2005 – Na YouTube bylo publikováno první video „Me at the zoo“ (Já v zoo), kde autor komentoval expozici slonů v zoologické zahradě v americkém San Diegu.
- 2006 – Přestal se zveřejňovat monetární agregát M3 amerického dolaru.

## Narození

### Česko

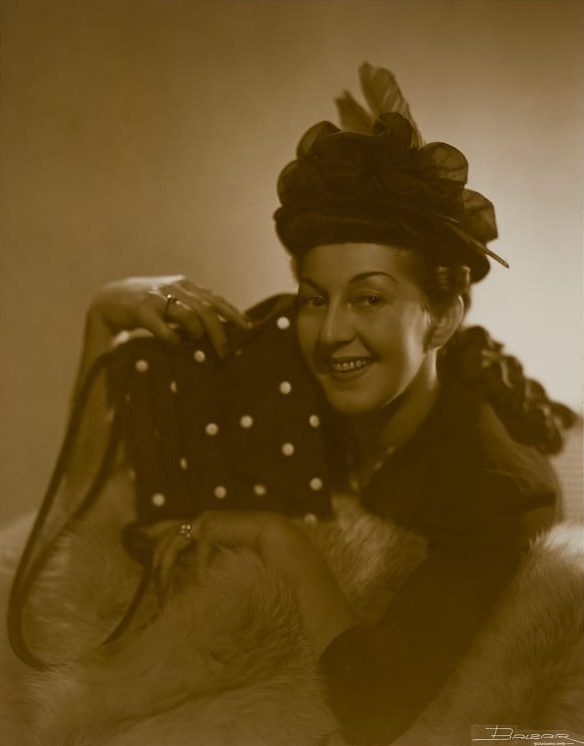
Ljuba Hermanová (* 1913)

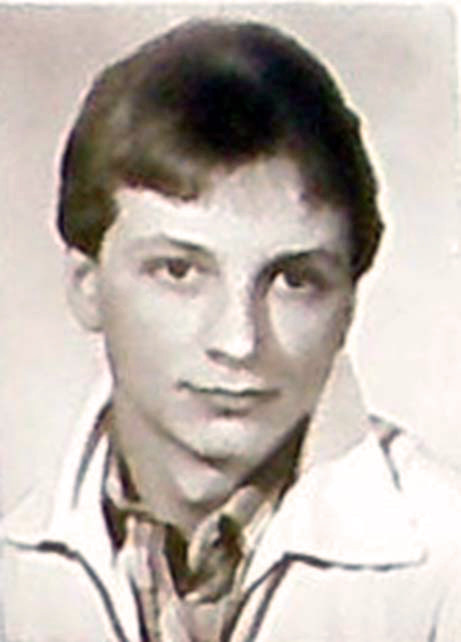
Petr Sepeši (* 1960)

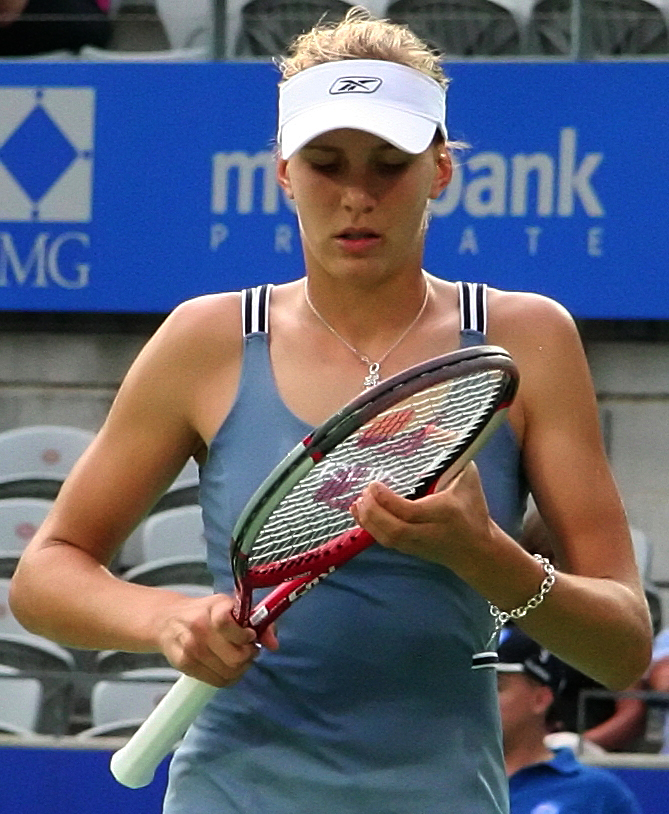
Nicole Vaidišová (* 1989)

- 1420 – Jiří z Poděbrad, český král od roku 1458 († 22. března 1471)
- 1776 – Jan Nejedlý, básník, překladatel a vydavatel († 31. prosince 1834)
- 1794 – Josef Šembera, kreslíř a grafik († 8. srpna 1866)
- 1805 – Vojtěch Lanna, průmyslník a stavitel († 15. ledna 1866)
- 1822 – Vojtěch Ignác Ullmann, architekt († 17. září 1897)
- 1828 – Rudolf Skuherský, matematik († 9. října 1863)
- 1829 – Vojtěch Mašek, český zahradník († 14. listopadu 1902)
- 1866 – Bohumír Jaroněk, výtvarník a zakladatel Valašského muzea v přírodě († 18. ledna 1933)
- 1871 – František Josef Čečetka, spisovatel († 3. června 1942)
- 1875 – Theodor Schulz, právník a hudební skladatel († 22. dubna 1945)
- 1881 – Otakar Šín, hudební skladatel, teoretik a pedagog († 21. ledna 1943)
- 1885 – Otakar Husák, československý generál, legionář a ministr obrany († 12. června 1964)
- 1891 – T. R. Field, satirický básník († 4. srpna 1969)
- 1901 – Růžena Vacková, teoretička umění a disidentka († 14. prosince 1982)
- 1905 – Vašek Káňa, novinář a dramatik († 30. dubna 1985)
- 1906 – Robert Konečný, filozof, psycholog, pedagog a odbojář († 15. října 1981)
- 1908 – Egon Hostovský, spisovatel († 7. května 1973)
- 1913
  - Václav Davídek, historik († 6. března 1993)
  - Jan Lebeda, katolický kněz a biskup († 5. listopadu 1991)
  - Ljuba Hermanová, herečka, muzikálová a operetní zpěvačka a šansoniérka († 21. května 1996)
- 1922 – Jiří Sequens, filmový a televizní režisér († 21. ledna 2008)
- 1924 – Jiří Horák, předseda obnovené ČSSD v Československu († 25. července 2003)
- 1927 – Jiří Kovtun, básník, prozaik, historik a novinář († 8. září 2014)
- 1929 – Vladimír Klokočka, právník a vysokoškolský pedagog († 19. října 2009)
- 1931 – Radek Pilař, malíř, grafik a ilustrátor († 7. února 1993)
- 1944 – Aleš Sigmund, kytarista, hudební aranžér, textař a hudební skladatel († 7. listopadu 2018)
- 1947 – Ludmila Zemanová, česko-kanadská výtvarnice, spisovatelka, scenáristka, režisérka
- 1949 – Bohuslav Šťastný, československý hokejový útočník
- 1953 – Pavel Kouba, filosof
- 1954
  - Martin Holcát, ministr zdravotnictví ČR
  - Karel Pavelka, revmatolog
- 1956
  - Jiří Lobkowicz, česko-švýcarský politik a finančník
  - Lubomír Kafka, baletní tanečník († 12. března 1989)
- 1957 – Patrik Ouředník, spisovatel
- 1959 – Jan Černý, politik
- 1960 – Petr Sepeši, zpěvák († 29. července 1985)
- 1985 – Lukáš M. Vytlačil, flétnista, historik, muzikolog a dirigent
- 1989
  - Nicole Vaidišová, tenistka
  - Martin Macík, závodník rallye
- 1990 – Patrik Husák, lední hokejista

### Svět

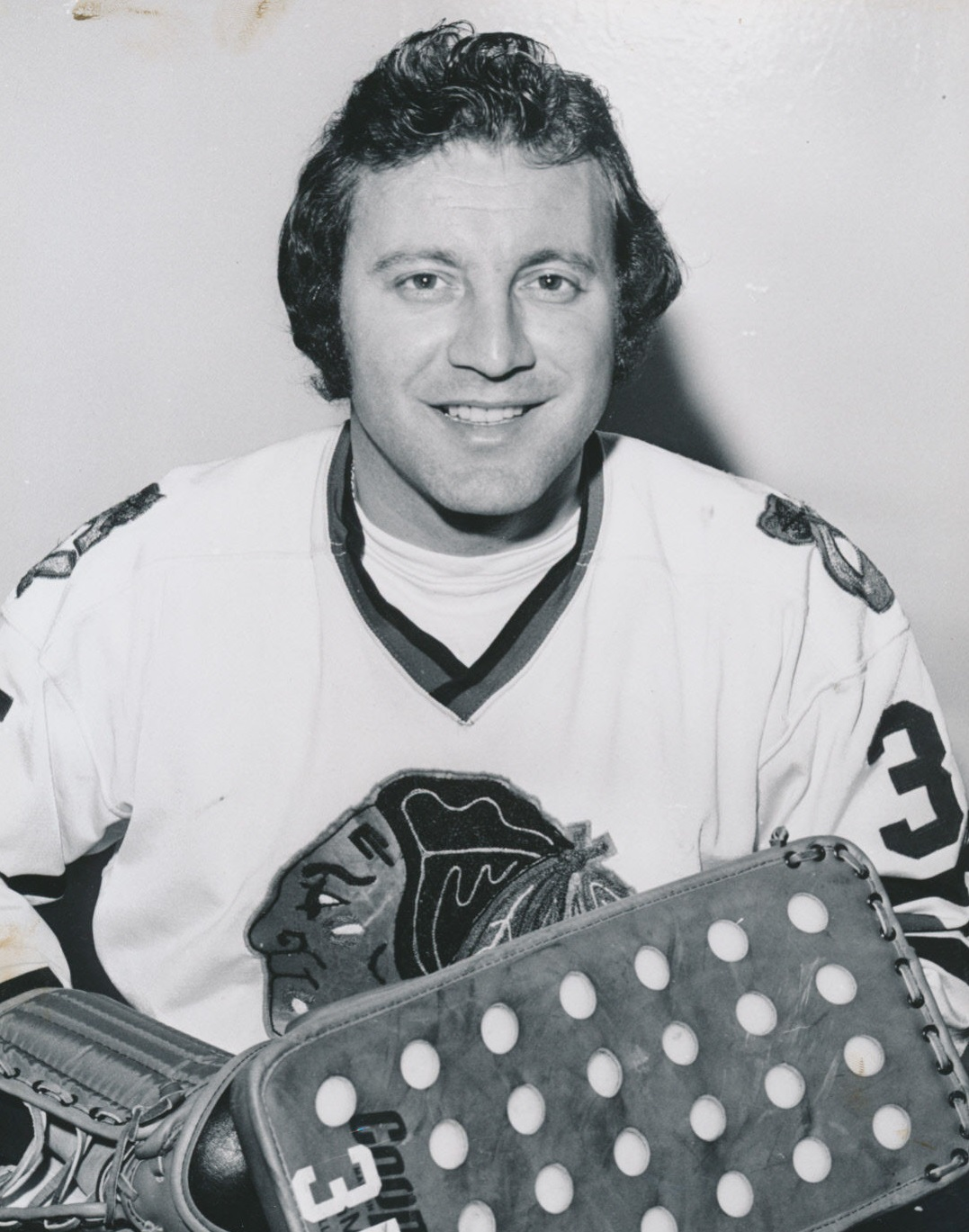
Tony Esposito (* 1943)

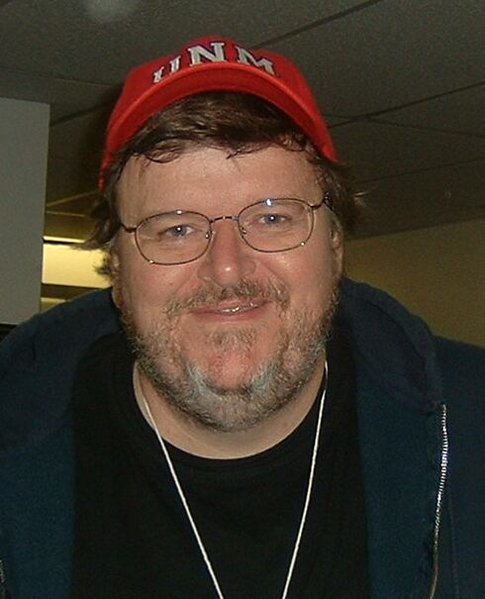
Michael Moore (* 1954)

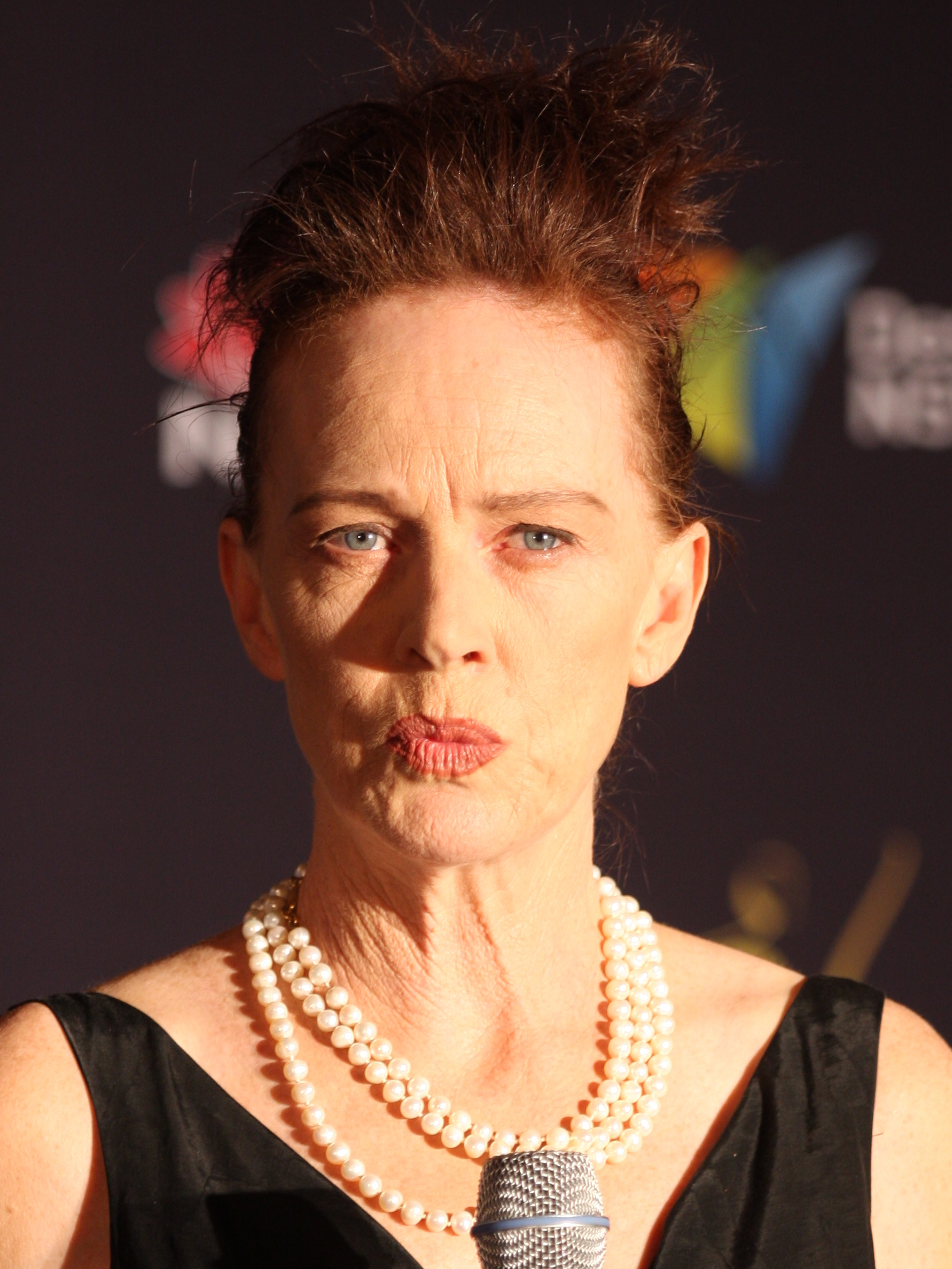
Judy Davisová (* 1955)

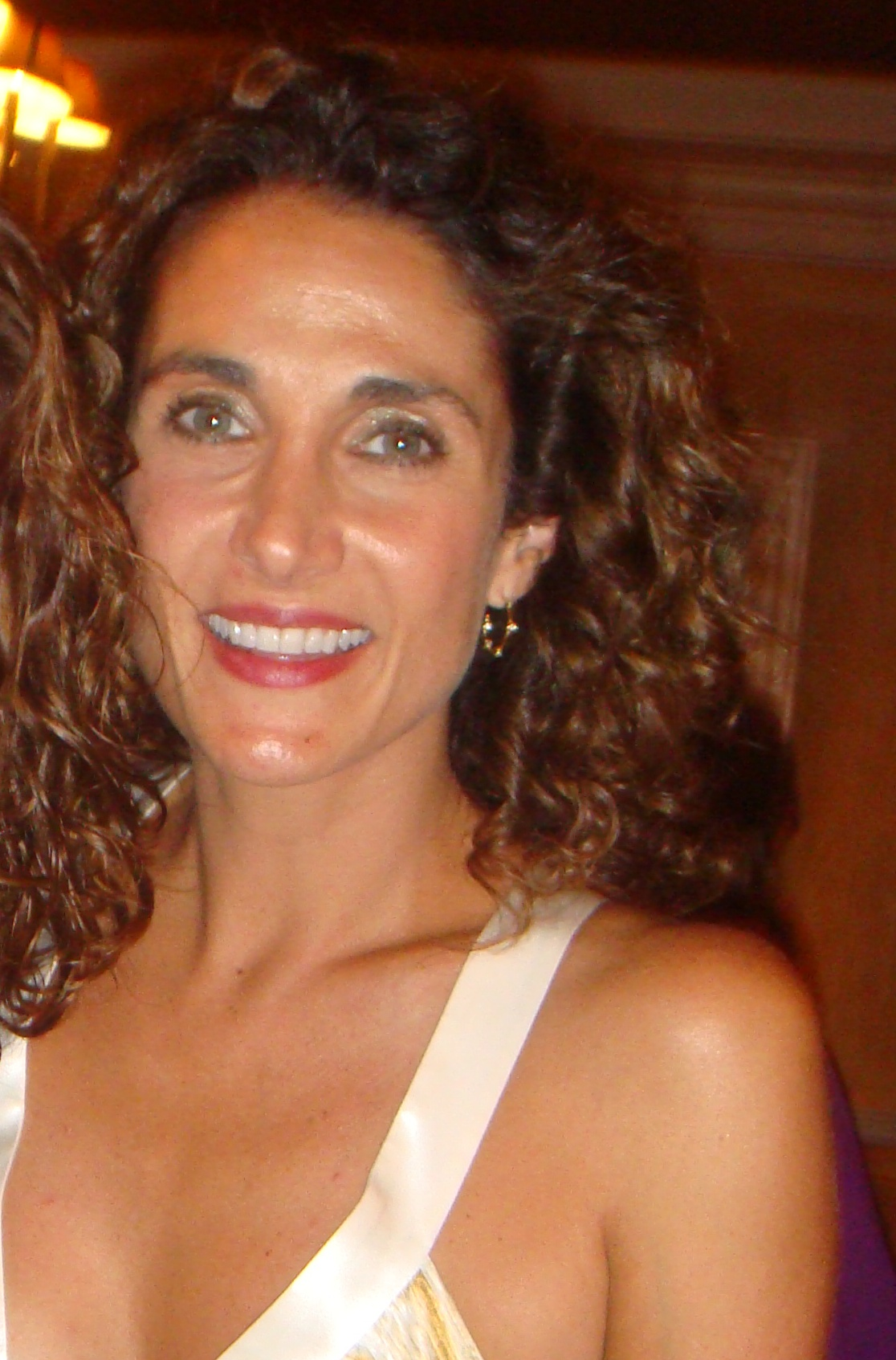
Melina Kanakaredesová (* 1967)

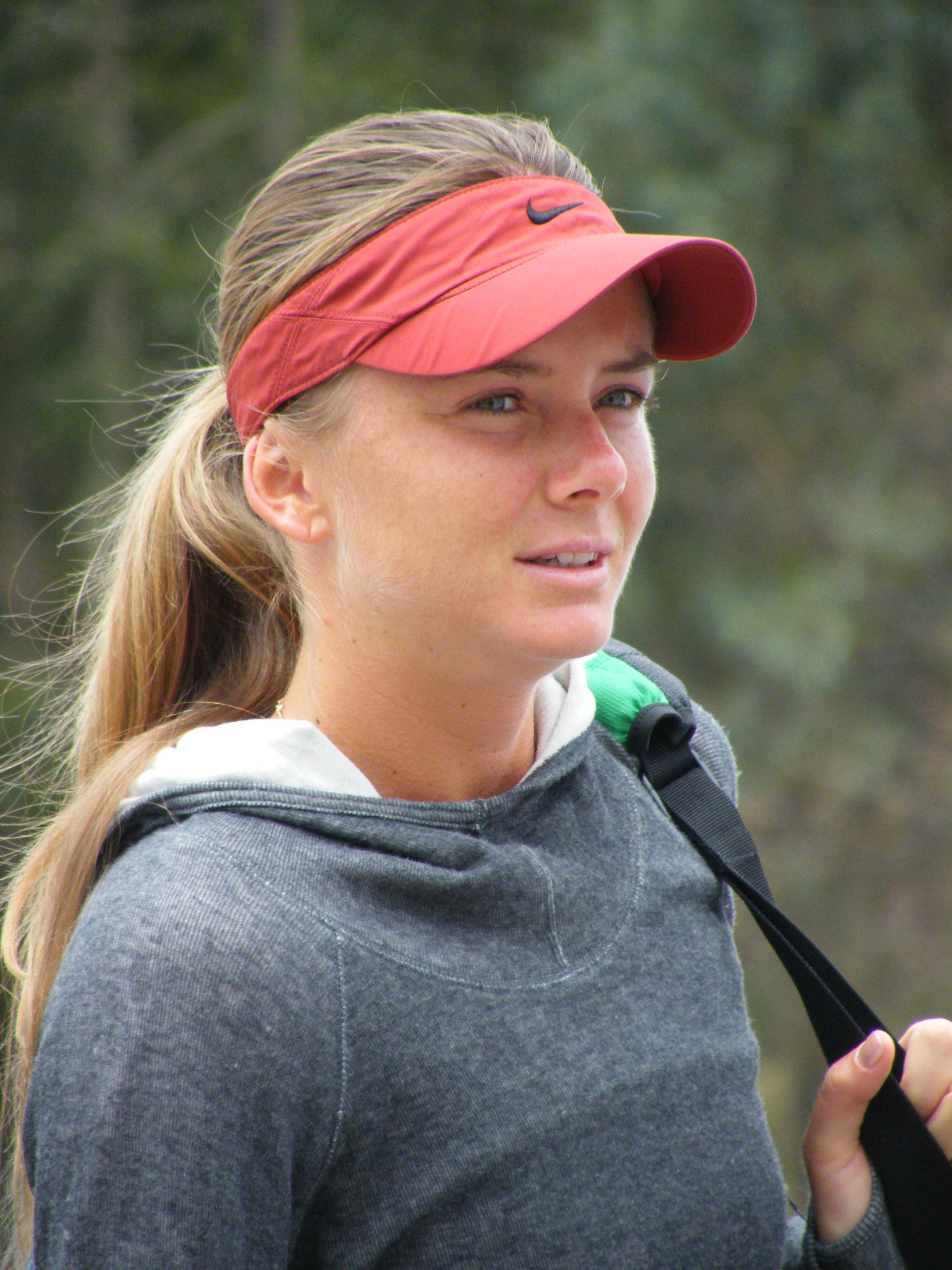
Daniela Hantuchová (* 1983)

- 1185 – Alfons II. Portugalský, portugalský král († 25. března 1223)
- 1464 – Johana Francouzská, francouzská královna († 4. února 1505)
- 1484 – Julius Caesar Scaliger, italský lékař a filolog († 21. října 1558)
- 1509 – Alfons Portugalský, portugalský infant, arcibiskup Lisabonu a kardinál († 21. dubna 1540)
- 1598 – Maarten Tromp, nizozemský admirál († 10. srpna 1653)
- 1675 – Charles Spencer, 3. hrabě ze Sunderlandu, britský státník a šlechtic († 19. dubna 1722)
- 1690 – Ján Adam Rayman, slovenský lékař († 24. dubna 1770)
- 1700 – Francesco Maria Accinelli, italský kněz, historik a kartograf († 7. října 1777)
- 1720 – Ga'on z Vilna, židovský učenec († 9. října 1797)
- 1728 – Samuel Wallis, britský mořeplavec, který obeplul svět († 21. ledna 1795)
- 1744 – Šarlota Amálie Šlesvicko-Holštýnsko-Sonderbursko-Plönská, členka vedlejší větve dánské královské rodiny († 11. října 1770)
- 1756 – Jacques Nicolas Billaud-Varenne, francouzský revolucionář († 3. června 1819)
- 1768
  - Friedrich Groos, německý lékař a filozof († 15. června 1852)
  - José Álvarez, španělský stavitel († 26. listopadu 1827)
- 1775 – William Turner, anglický malíř († 19. prosince 1851)
- 1791 – James Buchanan, americký prezident († 1. června 1868)
- 1798 – Édouard Alletz, francouzský diplomat a spisovatel († 16. února 1850)
- 1809 – Karel Hesenský, německý šlechtic a hesenský princ († 20. dubna 1877)
- 1810 – Eugène Belgrand, francouzský inženýr († 8. dubna 1878)
- 1821 – Louis Lewandowski, německý skladatel synagogální hudby († 4. února 1894)
- 1828 – Albert Saský, saský král († 19. června 1902)
- 1836 – Charles Philip Yorke, 5. hrabě z Hardwicke, britský politik († 18. května 1897)
- 1852
  - Ladislav Medňanský, slovensko-maďarský malíř († 17. dubna 1919)
  - Edwin Markham, americký básník († 7. března 1940)
- 1857 – Ruggero Leoncavallo, italský hudební skladatel († 9. srpna 1919)
- 1858 – Max Planck, německý fyzik, spoluzakladatel kvantové teorie, držitel Nobelovy ceny za rok 1918 († 4. října 1947)
- 1861 – Edmund Allenby, britský maršál († 14. května 1936)
- 1873 – Theodor Körner, rakouský prezident († 4. ledna 1957)
- 1881 – Naciye Suman, první turecká muslimská žena, která se stala profesionální fotografkou († 23. července 1973)
- 1887 – Edward Adams, americký bankovní lupič († 22. listopadu 1921)
- 1889 – Karel Doorman, nizozemský námořní důstojník († 28. února 1942)
- 1891
  - Sergej Prokofjev, ruský hudební skladatel, dirigent a klavírista († 1953)
  - Cvi Jehuda Kook, vedoucí osobnost náboženského sionismu († 9. března 1982)
- 1895
  - John Ainsworth-Davis, velšský lékař a olympijský vítěz v běhu 1920 († 3. ledna 1976)
  - Ngaio Marshová, novozélandská divadelní režisérka a spisovatelka († 18. února 1982)
- 1897 – Lester B. Pearson, kanadský, historik, státník a diplomat, Nobelovu cenu míru 1957 († 27. prosince 1972)
- 1899 – Bertil Ohlin, švédský ekonom a politik († 3. srpna 1979)
- 1902 – Halldór Laxness, islandský spisovatel, držitel Nobelovy ceny za literaturu za rok 1955 († 8. února 1998)
- 1907 – Lee Millerová, americká fotografka († 21. června 1977)
- 1910 – Marijan Brecelj, slovinský právník a politik († 7. ledna 1989)
- 1911
  - Józef Cyrankiewicz, polský komunistický politik, předseda vlády († 20. ledna 1989)
  - Ronald Neame, anglický kameraman, scenárista a režisér († 16. června 2010)
  - Bruno Ahlberg, finský boxer († 9. února 1966)
- 1916 – Ivo Lola Ribar, partyzán, národní hrdina Jugoslávie († 27. listopadu 1943)
- 1918
  - James Kirkup, anglický básník a překladatel († 10. května 2009)
  - Maurice Druon, francouzský spisovatel a politik († 14. dubna 2009)
- 1919
  - Ellen Bergmanová, švédská herečka († 6. března 2007)
  - Oleg Peňkovskij, plukovník vojenské zpravodajské služby Sovětského svazu, dvojitý agent († 16. května 1963)
- 1923 – Reinhart Koselleck, německý historik († 3. února 2006)
- 1924 – Bobby Rosengarden, americký jazzový bubeník († 27. února 2007)
- 1928 – Shirley Temple-Blacková, americká herečka a politička, velvyslankyně USA v ČSR a ČR († 10. února 2014)
- 1929 – George Steiner, francouzsko-americký literární teoretik a spisovatel († 3. února 2020)
- 1935 – Charles Silverstein, americký psycholog a spisovatel († 30. ledna 2023)
- 1936
  - Roy Orbison, americký zpěvák, kytarista a skladatel († 6. prosince 1988)
  - Athena Tacha, řecká výtvarná umělkyně
- 1938 – Milena Vukoticová, italská divadelní a filmová herečka a tanečnice
- 1939 – Jozef Adamovič, slovenský herec a pedagog († 2. srpna 2013)
- 1941
  - Paavo Lipponen, premiér Finska
  - Ray Tomlinson, odesílatel prvního emailu a popularizátor symbolu @ († 6. března 2016)
  - Jacqueline Boyerová, francouzská zpěvačka
- 1943 – Tony Esposito, kanadsko-americký hokejový brankář († 10. srpna 2021)
- 1947
  - Mahmúd Mamdání, ugandský myslitel, kulturní antropolog
  - Dan Meridor, izraelský politik
  - Glenn Cornick, první baskytarista ve skupině Jethro Tull († 28. srpna 2014)
- 1949
  - David Cross, britský houslista
  - György Gedó, maďarský boxer
- 1952 – Jean-Dominique Bauby, francouzský novinář a spisovatel († 9. března 1997)
- 1954 – Michael Moore, americký režisér, scenárista, producent a spisovatel
- 1955 – Judy Davisová, australská filmová a televizní herečka
- 1956 – Jiří Lobkowicz, česko-švýcarský politik a finančník
- 1957
  - Neville Brody, britský grafický designér
  - Kendži Kawai, japonský hudební skladatel
  - Dominique Horwitz, francouzský herec a zpěvák
- 1961
  - Andrej Kurkov, ukrajinský spisovatel, novinář a scenárista
  - Pierluigi Martini, italský automobilový závodník
- 1967 – Melina Kanakaredesová, americká herečka
- 1968 – Timothy McVeigh, americký terorista († 11. června 2001)
- 1969 – Renata Mauerová, polská sportovní střelkyně
- 1976 – Bryce Dessner, americký kytarista a hudební skladatel
- 1977
  - John Cena, americký profesionální wrestler
  - Kal Penn, americký herec
- 1978 – Ian Brennan, americký televizní scenárista, herec a režisér
- 1983
  - Daniela Hantuchová, slovenská tenistka
  - Alex Bogomolov, ruský tenista
- 1986
  - Sven Kramer, nizozemský rychlobruslař
  - Jessica Stamová, kanadská supermodelka
- 1988
  - Alistair Brownlee, britský triatlonista
  - Patrick Maroon, americký lední hokejista
  - David Pocock australský ragbista
- 1990 – Dev Patel, britský herec
- 1993 – Maxim Šuvalov, ruský lední hokejista († 7. září 2011)
- 1994 – Song Kang, jihokorejský herec
- 1995 – Gigi Hadid, americká topmodelka
- 1996 – Alexandr Vlasov, ruský silniční cyklista
- 2000 – Chloe Kimová, americká snowboardistka
- 2003 – Laetitia Marie Belgická, belgická princezna
- 2018 – Louis Arthur Charles z Cambridge, britský princ

## Úmrtí

### Česko

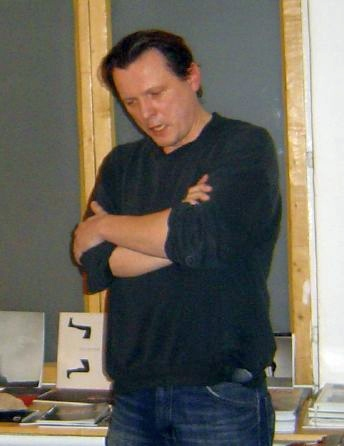
Jan Balabán († 2010)

- 0997 – Svatý Vojtěch, biskup z rodu Slavníkovců (* okolo 957)
- 1799 – Ignác Václav Rafael, hudební skladatel (* 16. dubna 1762)
- 1832 – Václav Vilém Würfel, český klavírista, hudební skladatel a pedagog (* 6. května 1790)
- 1845 – Jan Rudolf Czernin z Chudenic, prezident císařské akademie výtvarných umění (* 9. června 1757)
- 1878 – Jaroslav Čermák, český malíř (* 1. září 1831)
- 1890 – Karel Pavlík, malíř (* 1862)
- 1898 – Josef Theumer, poslanec Českého zemského sněmu a Říšské rady (* 18. října 1823)
- 1905 – Karel Komzák ml., hudební skladatel a dirigent (* 8. listopadu 1850)
- 1914 – Rudolf Knoll, český právník a politik (* 18. března 1844)
- 1916 – Karel Zahradník, český matematik (* 16. dubna 1848)
- 1933 – Josef Baar, český poštmistr a politik, starosta Třeboně (* 10. prosince 1852)
- 1951 – Václav Kočka, regionální historik (* 6. srpna 1875)
- 1963 – Marie Fantová, novinářka a překladatelka (* 6. listopadu 1893)
- 1969 – Alois Král, stavebník, pedagog a rektor Univerzity v Lublani (* 1. prosince 1884)
- 1992 – Josef Šafařík, filosof, esejista a dramatik (* 11. února 1907)
- 1995 – Jaroslav Šajn, sochař (* 23. srpna 1926)
- 2009 – Vítězslav Eibl, keramik, sochař a pedagog (* 6. června 1928)
- 2003 – Emil Hadač, geobotanik (* 10. května 1914)
- 2010 – Jan Balabán, spisovatel (* 29. ledna 1961)
- 2017 – František Rajtoral, fotbalista (* 12. března 1986)
- 2020 – Heda Čechová, rozhlasová a televizní hlasatelka (* 17. července 1928)

### Svět

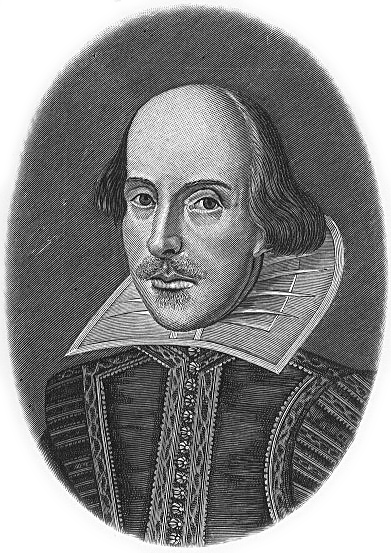
William Shakespeare († 1616)

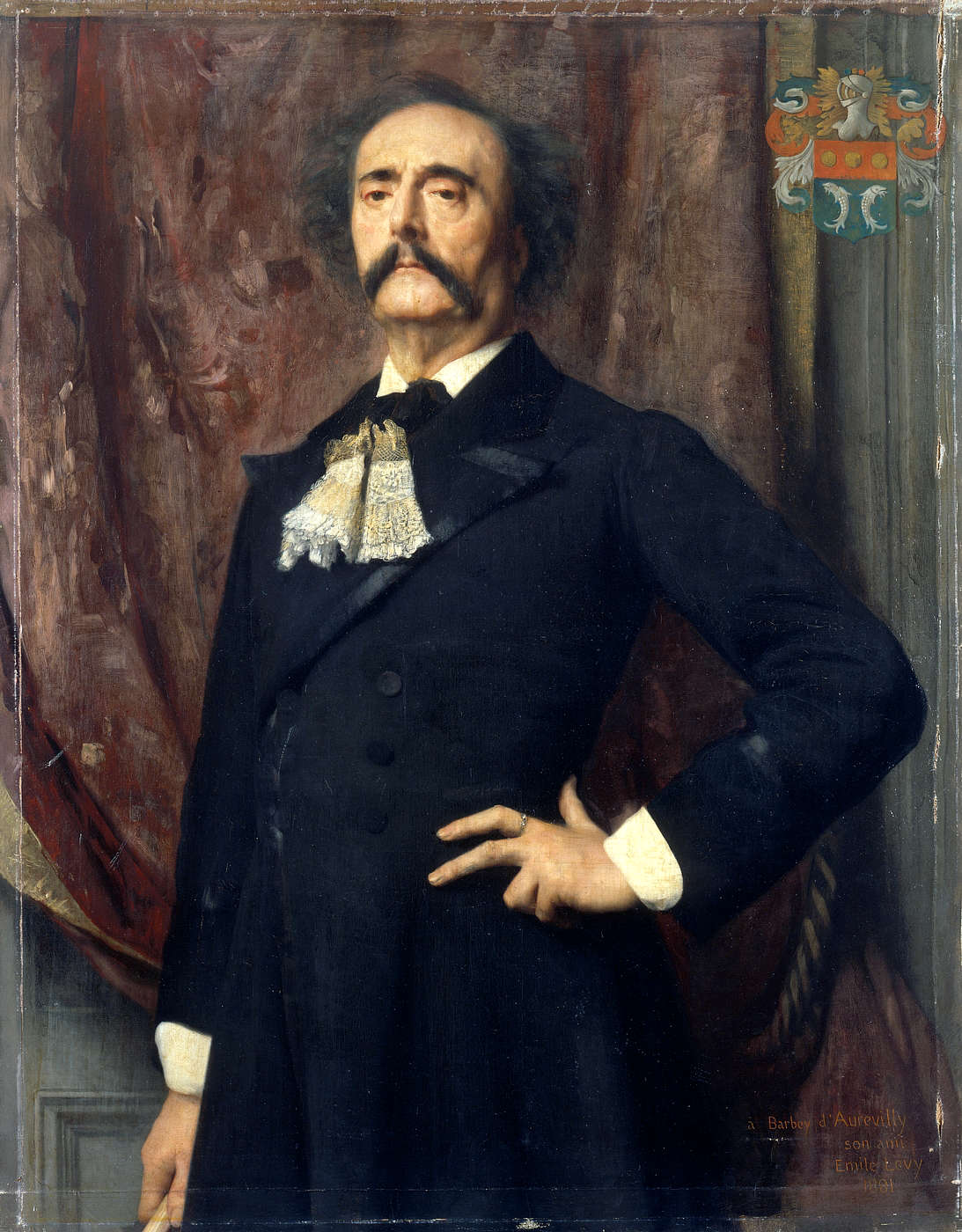
Jules Barbey d'Aurevilly († 1889)

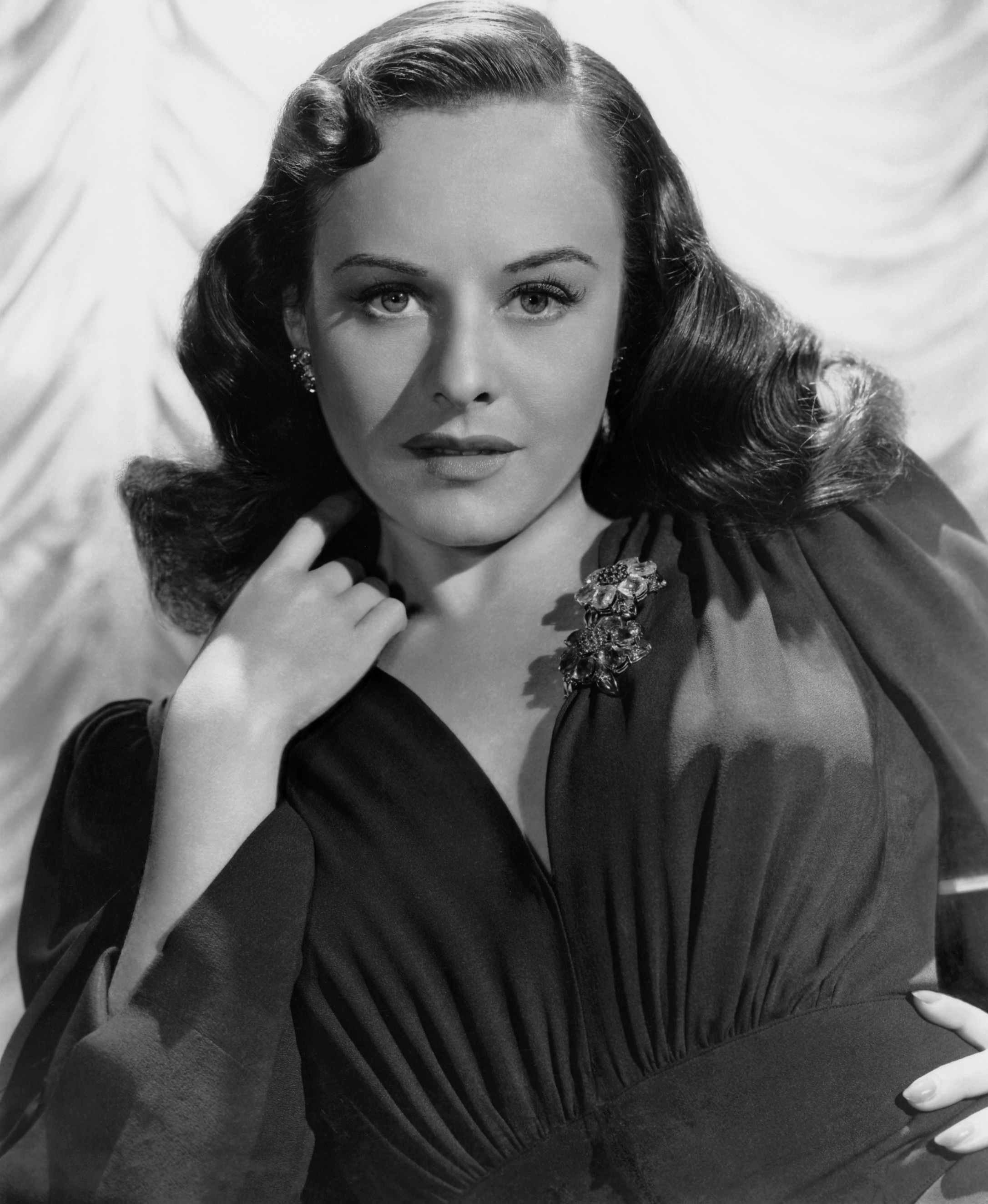
Paulette Goddard († 1990)

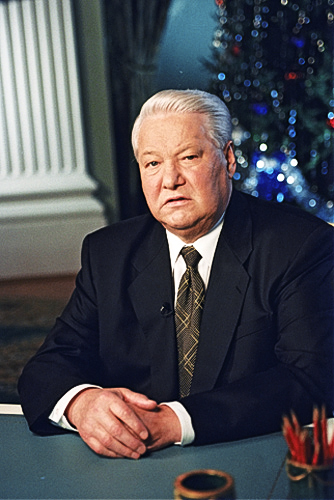
Boris Jelcin († 2007)

- 0303 – Svatý Jiří, křesťanský mučedník
- 1014 – Brian Boru, irský velekrál (* 941)
- 1124 – Alexandr I. Skotský, král skotský (* cca 1078)
- 1151 – Adeliza z Lovaně, anglická královna jako druhá manželka Jindřicha I. (* 1103)
- 1200 – Ču Si, čínský filosof, završitel neokonfuciánské scholastiky (* 18. října 1130)
- 1217 – Inge II. Norský, norský král (* 1185)
- 1409 – Francesc Eiximenis, katalánský spisovatel a františkánský mnich (* 1330)
- 1600 – Mikuláš Pálfy, uherský politik a diplomat (* 10. září 1552)
- 1616 – William Shakespeare, anglický spisovatel (* duben 1564)
- 1625 – Mořic Oranžský, nizozemský politik (* 14. listopadu 1567)
- 1670 – Loreto Vittori, italský zpěvák-kastrát, básník a hudební skladatel (* 5. září 1600)
- 1681 – Justus Sustermans, vlámský malíř (* 28. září 1597)
- 1691 – Jean-Henri d'Anglebert, francouzský hudební skladatel (* 1. dubna 1629)
- 1706 – Vilemína Ernestina Dánská, dcera dánského a norského krále Frederika III., falcká kurfiřtka (* 20. června 1650)
- 1794 – Guillaume-Chrétien de Lamoignon de Malesherbes, francouzský osvícenský právník, botanik a ministr (* 6. prosince 1721)
- 1814 – Teresa Pola, italská šlechtična (* 2. dubna 1778)
- 1821 – Pierre Riel de Beurnonville, francouzský generál a politik (* 10. května 1752)
- 1847 – Erik Gustaf Geijer, švédský spisovatel, historik, filosof a skladatel (* 12. ledna 1783)
- 1850 – William Wordsworth, anglický básník (* 7. dubna 1770)
- 1851 – Michail Lazarev, ruský admirál (* 14. listopadu 1788)
- 1861 – Alexej Petrovič Jermolov, ruský generál (* 4. června 1777)
- 1889 – Jules Barbey d'Aurevilly, francouzský spisovatel (* 2. listopadu 1808)
- 1909 – Adolf von Jorkasch-Koch, předlitavský státní úředník a politik (* 3. října 1848)
- 1922 – Vlaho Bukovac, chorvatský malíř (* 4. července 1855)
- 1923 – Luisa Pruská, pruská princezna, členka dynastie Hohenzollernů (* 3. prosince 1838)
- 1935 – Wanda von Debschitz-Kunowski, německá fotografka (* 8. ledna 1870)
- 1945 – Dimitrije Ljotić, ministr spravedlnosti jugoslávské vlády za druhé světové války (* 12. srpna 1891)
- 1947 – Edouard Chatton, francouzský biolog (* 11. října 1883)
- 1951 – Charles Gates Dawes, americký politik a bankéř (* 27. srpna 1865)
- 1963 – Jicchak Ben Cvi, izraelský prezident (* 24. listopadu 1884)
- 1964 – Karl Polanyi, maďarsko-kanadský historik, filozof a ekonom (* 25. října 1886)
- 1966 – Hans Christian Branner, dánský spisovatel (* 23. června 1903)
- 1969 – Čeng Ťün-li, čínský filmový herec a režisér (* 6. prosince 1911)
- 1975 – William Hartnell, britský herec (* 8. ledna 1908)
- 1976 – Sergej Matvejevič Štemenko, náčelník generálního štábu Sovětské armády (* 20. února 1907)
- 1979 – Doug Rauch, americký baskytarista (* 14. září 1950)
- 1981 – Josep Pla, španělský novinář a spisovatel katalánské národnosti (* 8. března 1897)
- 1983
  - Paľo Bielik, slovenský herec a filmový režisér (* 11. prosince 1910)
  - Marguerite Broquedisová, francouzská tenistka, olympijská vítězka (* 17. dubna 1893)
  - Michail Alexandrovič Karcev, sovětský konstruktér počítačové techniky, průkopník vývoje počítačů ve východním bloku (* 10. května 1923)
- 1984 – Red Garland, americký jazzový pianista (* 1923)
- 1987 – Mária Medvecká, slovenská malířka (* 11. září 1914)
- 1988 – Axel Grönberg, švédský zápasník, olympijský vítěz (* 9. května 1918)
- 1990 – Paulette Goddard, americká herečka (* 3. června 1910)
- 1991 – Johnny Thunders, americký zpěvák a kytarista, člen New York Dolls (* 15. července 1952)
- 1992 – Satyajit Ray, indický režisér (* 2. května 1921)
- 1993 – Daniel Jones, velšský hudební skladatel (* 7. prosince 1912)
- 1996 – Pamela Lyndon Traversová, australská herečka (* 9. srpna 1899)
- 1997 – Boris Strohsack, slovinský právník a soudce (* 12. září 1929)
- 1998
  - James Earl Ray, vrah Martina Luthera Kinga (* 10. března 1928)
  - Konstantínos Karamanlís, president Řecka (* 8. března 1907)
- 2001 – David Walker, americký astronaut (* 20. května 1944)
- 2005 – Jimmy Woode, americký kontrabasista (* 23. září 1926)
- 2006 – William P. Gottlieb, americký fotograf a novinový sloupkař (* 28. ledna 1917)
- 2007
  - David Halberstam, americkým žurnalista a spisovatel (* 10. dubna 1934)
  - Boris Jelcin, první prezident Ruské federace (* 1. února 1931)
- 2012
  - Chris Ethridge, americký bakytarista (* 1947)
  - Billy Bryans, kanadský hudební producent a hudebník (* 15. září 1949)
  - Tommy Marth, americký saxofonista, spolupracovník skupiny The Killers (* 23. listopadu 1978)
- 2019 – Jan Lucemburský, v letech 1964 až 2000 velkovévoda lucemburský (* 5. ledna 1921)
- 2022 – Orrin Hatch, americký republikánský politik (* 22. března 1934)

## Svátky

### Česko
- Vojtěch, Vojtěška
- Garik
- Gerard, Gerardina, Gerhard, Gerharda
- Roger

### Svět
- Světový den knihy a autorských práv
- Den stolního tenisu
- Den angličtiny
- Den španělštiny
- Bermudy: Peppercorn Day
- Kastilie a León: Den Kastilie a Leónu
- Turecko: Národní den suverenity
- Slovensko: Vojtech

### Liturgický kalendář
- Sv. Vojtěch

## Pranostiky

### Česko
- Na svatého Vojtěcha v polích samá potěcha.
- Když na Vojtěcha prší, nebude ovoce.
- Svatého Vojtěcha – kobylí potěcha
- Při svatém Vojtěchu dělává květ trnem útěchu.
- Na svatého Vojtěcha když prší, slívy se (trnky) neurodí.
- Po svatém Vojtěchu dopřej si oddechu.
- Svatý Vojtěch začíná, svatá Anna půlí a svatý Václav končí cihlářský rok.

| 23. duben v pražském KlementinuÚdaje jsou platné k 11. 3. 2025. | 23. duben v pražském KlementinuÚdaje jsou platné k 11. 3. 2025. | 23. duben v pražském KlementinuÚdaje jsou platné k 11. 3. 2025. |
| minimum                                                         | denní průměr                                                    | maximum                                                         |
| --------------------------------------------------------------- | --------------------------------------------------------------- | --------------------------------------------------------------- |
| −1,8 °C (1929)                                                  | 10,9 °C (od 1961)                                               | 28,5 °C (1968)                                                  |